# Academisch ziekenhuis Tampere
Academisch ziekenhuis Tampere (Fins: Tampereen yliopistollinen sairaala (TAYS)) is een universitair ziekenhuis in Tampere in Finland.